# デレック・バートン
サー・デレック・ハロルド・リチャード・バートン（Sir Derek Harold Richard Barton、1918年9月8日-1998年3月16日）はイギリスの化学者。立体化学を開拓した人物として著名。彼は1969年、オッド・ハッセルと共に研究「立体配座の概念の発展と化学への適用」の功績でノーベル化学賞を授与された。

## 生涯
イギリスのグレーブゼンドに生まれた。1938年にロンドン大学のインペリアル・カレッジに入学し、1940年に学士修得。1942年には有機化学分野でPh.D.（博士相当）の学位を修めた。同年から1944年まで政府所属の化学者として働き、1945年まではバーミンガムでアルブライト・アンド・ウィルソン社に勤務しつつ大学の助教授も務めた。1946〜1949年はインペリアル・ケミカル社に勤務。1949年からハーバード大学で1年間天然物化学の客員講師を経て有機化学部長に就任。1953年からはバーベック・カレッジ、ロンドン大学の教授、1955年からはグラスゴー大学で有機化学の欽定教授、1957年からはインペリアル・カレッジの教授を歴任した。また、王立協会会員には1954年、エディンバラ王立協会(Royal Society of Edinburgh)会員には1956年に選ばれている。
1958年からは活動の拠点をアメリカに移し、マサチューセッツ工科大学の客員教授に就任。同年ケンブリッジにRIMAC研究所(Research Institute of Medicine and Chemistry)を設立し、活性コレカルシフェロールの合成、三級炭素(Tertiary carbon)やステロイド類のフッ素化などを研究した。これらの研究の中には危険を伴うものもあり、爆発が起こっても累が及ばないよう屋上に設けられた小屋で実験されたものもある。1959年にはイリノイ州とウィスコンシン州の大学の客員講師となった。1965年、彼は科学政策会議の議員ともなっている。
1972年、イギリス政府からナイト爵を授かったが、国際的に活動する彼を「サー・デレック」と呼ぶのはイギリス人くらいだった。1978年にはフランスに渡り、ジブシュールイベット天然物化学研究所の所長に就任した。1986年からはふたたびアメリカでテキサスA&M大学で特別名誉教授(Distinguished Professor)となった。1991年3月22日、中国科学院より名誉博士号を授与された。その7年後、彼は世を去った。生涯3度結婚したが、子供を授かったのは最初の妻との間だけだった。

## 業績
1950年バートンは、オッド・ハッセルに代表される物理化学分野での研究成果を元に、有機分子が配座異性体構造を持つことを示唆した。これはシクロヘキサンのアキシアルとエカトリアル分類として纏められ、この概念は多くの有機分子構造を理解する方法として用いられた。

## 受賞歴
- 1949年 コーディー・モーガン賞
- 1957年 アーネスト・ガンサー賞
- 1959年 ロジャー・アダムス賞
- 1961年 デービーメダル
- 1969年 ノーベル化学賞
- 1970年 ベーカリアン・メダル
- 1972年 ロイヤル・メダル
- 1980年 コプリ・メダル
- 1993年 化学パイオニア賞
- 1995年 プリーストリー賞、ラヴォアジエ・メダル

## 資料
- 第20回 フッ素化学とノーベル賞 ダイキン化成品販売メールマガジン第5号[リンク切れ]